# Don Coryell
Donald David Coryell (Seattle, 17 ottobre 1924 – La Mesa, 1º luglio 2010) è stato un allenatore di football americano statunitense che ha svolto il ruolo di capo-allenatore nella National Football League (NFL). Nel 2023 è stato introdotto nella Pro Football Hall of Fame.

## Carriera

### St. Louis Cardinals
Coryell iniziò a lavorare nella NFL come capo-allenatore dei St. Louis Cardinals nel 1973. Sotto la sua direzione la squadra ebbe tre stagioni consecutive con almeno dieci vittorie (1974–1976) e due titoli consecutivi di division (1974–1975). Essi furono gli unici titoli di division di sempre durante la permanenza della squadra a St. Louis. Prima del 1974, i Cardinals non raggiungevano i playoff da 26 anni, dal 1948 quando erano ancora conosciuti come Chicago Cardinals. Nel 1975 i "Cardiac Cardinals" vinsero sette partite nell'ultimo minuto. Il running back Terry Metcalf stabilì l'allora record NFL per yard in una stagione nel 1975. Quando St. Louis non rifirmò Metcalf che se ne andò nella Canadian Football League dopo il 1977, anche Coryell fece le valigie.
Dan Dierdorf divenne un offensive lineman All-Pro sotto la direzione di Coryell e in seguito fu introdotto nella Pro Football Hall of Fame. Il cornerback Roger Wehrli e il tight end Jackie Smith furono anch'essi degli All-Pro durante la permanenza di Coryell a St. Louis e in seguito entrarono anch'essi nella Hall of Fame.
Nel 1974 i Cardinals iniziarono la stagione con un record di 7–0. Non avrebbero più avuto una partenza così buona fino al 2021, la loro 33ª stagione in Arizona.

### San Diego Chargers
Coryell fu assunto come capo-allenatore dei San Diego Chargers il 25 settembre 1978, lo stesso giorno di un celebre incidente aereo a San Diego. Quando iniziò ad allenare la squadra, i Chargers erano fermi su un record di 1-4. Sotto la sua direzione la squadra ebbe un record parziale di 8-3 quell'anno. Il loro record finale di 9-7 fu il loro migliore dal 1969.
Coryell vinse tre titoli di division consecutivi (1979, 1980, 1981) con i Chargers, raggiungendo i playoff in quattro anni consecutivi. I Chargers mancavano dai playoff dal 1965. Con Dan Fouts come quarterback, la "Air Coryell" di San Diego divenne uno dei migliori attacchi sui passaggi della storia della NFL. I Chargers guidarono la lega per un numero record di sei anni consecutivi dal 1978 al 1983  e di nuovo nel 1985. Guidarono inoltre la NFL in yard totali in attacco nel 1980–1983 e nel 1985. La Pro Football Hall of Fame definì gli attacchi di Coryell "uno dei più esplosivi ed eccitanti attacchi mai visti su un campo della NFL." Fouts, il wide receiver Charlie Joiner e il tight end Kellen Winslow sarebbero entrati tutti nella Hall of Fame.
I detrattori di Coryell puntualizzano invece che le sue difese furono agli ultimi posti dal 1981 al 1986. Ad ogni modo, nel 1979, i Chargers concessero il minor numero di punti (246) della AFC. Nel 1980 guidarono la NFL con 60 sack, trascinati da Fred Dean, Gary "Big Hands" Johnson e Louie Kelcher. Il gruppo fu soprannominato "Bruise Brothers". Ad ogni modo, nel 1981, Dean, come Jefferson, fu scambiato a causa di una disputa contrattuale. Dean affermò di guadagnare quanto il cognato, che era un camionista. La difesa della squadra non fu più la stessa e concesse il maggior numero di yard su passaggio sia nel 1981
che nel 1982.
Tom Bass, che era stato il coordinatore difensivo di Coryell sia alla San Diego State University che ai Chargers, disse che Coryell si concentrava sull'attacco durante gli allenamenti, lasciando l'incombenza dell'allenamento dei difensori e della strategia difensiva a Bass. "Non aveva semplicemente interesse nel pianificare e disegnare la difesa", disse Bass.

## Palmarès
- Los Angeles Chargers Hall of Fame
- Formazione ideale del 40º anniversario dei San Diego Chargers
- Formazione ideale del 50º anniversario dei San Diego Chargers
- Pro Football Hall of Fame (classe del 2023)
- College Football Hall of Fame